# Treptow
Treptow er et område i den sydøstlige del af Tysklands hovedstad Berlin.
I 2001 ophørte Treptows status som selvstændig bydel, da den blev sammenlagt med Köpenick til bydelen Treptow-Köpenick. Mens Treptow havde 113.140 indbyggere ved reformen af bydelene, har den samlede bydel i dag 237.327 indbyggere og er Berlins arealmæssigt største.
52°29′03″N 13°28′46″Ø / 52.48417°N 13.47944°Ø